# Санчес, Тамара Ивановна
Санчес (Гайдабура) Тамара Ивановна — заслуженный художник России, родоначальник современного костюма и украшений в технике лоскутной графики, общественный деятель в сфере традиционной культуры, коллекционер предметов современного традиционного декоративного и прикладного искусства, фотохудожник, модельер, дизайнер, ландшафтный дизайнер.

## Биография
- Родилась: 27.11.1940, Краснодарский край, станица Лазаревская;
- Супруг: Санчес Алкаэль (1937) — известный лингвист, сын и внук видных деятелей культуры Испании;
- Дети: Тереса (1965) — художник; Альберто (1968) — художник;
- Родители: отец — Гайдабура Иван Иванович (1915-94) — выходец из кубанских казаков-пластунов, по специальности водитель; Гайдабура Иван — дед по отц. линии — казачий атаман;
- Образование:
  - 1964 — Художественное училище им. Грекова (г. Ростов-на-Дону), специальность «Художник-живописец»;
  - 1970 — Московский текстильный институт (Московская текстильная академия им. А. Н. Косыгина), специальность «Художник по проектированию трикотажных полотен и изделий»;
- Место работы:
  - 1970-73 — Центральная контрольно-производственная лаборатория Минлегпрома РСФСР, художник; **Фабрика «Трикотажница», художник;
  - с 1973 — свободный художник;
- Работы Т. Санчес входят в коллекции Государственного Исторического музея, Всероссийского музея декоративно-прикладного и народного искусства, Музея «Царицыно», Магнитогорской картинной галереи, Галереи Raissa (г. Эрфурт, Германия) и др. и в частные российские и зарубежные коллекции;
- Т. Санчес была членом Правления Советского Фонда мира; организатором ряда выставок «Традиции и современность»; основоположницей авторской школы «Мозаика лоскутной геометрии» в области костюма и текстильных аксессуаров; участником Программы Правительства Москвы «Мой двор, мой подъезд»;
- Публикации:
  - более 250 информационно-аналитических, обзорных и тематических статей и интервью в СМИ; **Иллюстрированный альбом «Рус. мода. 150 лет в фотографиях» (в соавт.);
  - фотоальманах «150 лет русской фотографии» (в соавт.);
- Награды:
  - более 40 дипломов, почетных грамот и благодарственных писем за вклады в экспозиции ведущих музеев страны;
  - серебряная медаль «Женщины мира» (1988) от Международного Конгресса Женщин;
  - лауреат Международных конкурсов моды в г. Таллине (1987, 1989);
  - дипломы Советского Фонда мира «За благотворительность» (1981-88);
  - золотая медаль им. С. А. Есенина (2006);
  - большая золотая медаль «Национальное достояние» от Фонда «Меценаты столетия» (2005);
  - лауреат премии Международной выставки в г. Шасси-Деор (Франция, 2003)
  - и др. профессиональные и общественные награды за творческую и общественную деятельность в сфере культуры и за благотворительность;
- Т. Санчес:
  - член Московского союза художников;
  - член Российского союза художников;
  - член Международного союза художников;
  - член жюри Международного фестиваля «Лоскутные узоры России»;
- Увлечения: ландшафтный дизайн, авторская фотография;
- Владеет: испанским языком.